# フラウィウス・アンテミウス
フラウィウス・アンテミウス (羅: Flavius Anthemius) は、5世紀初頭に活躍したフラウィウス氏族出身の東ローマ帝国の政治家。アルカディウス帝期からオリエンス道長官を務め、テオドシウス2世の時代の初期まで事実上の摂政として政権を握り、テオドシウスの城壁の基礎を築くなどした。

## 生涯

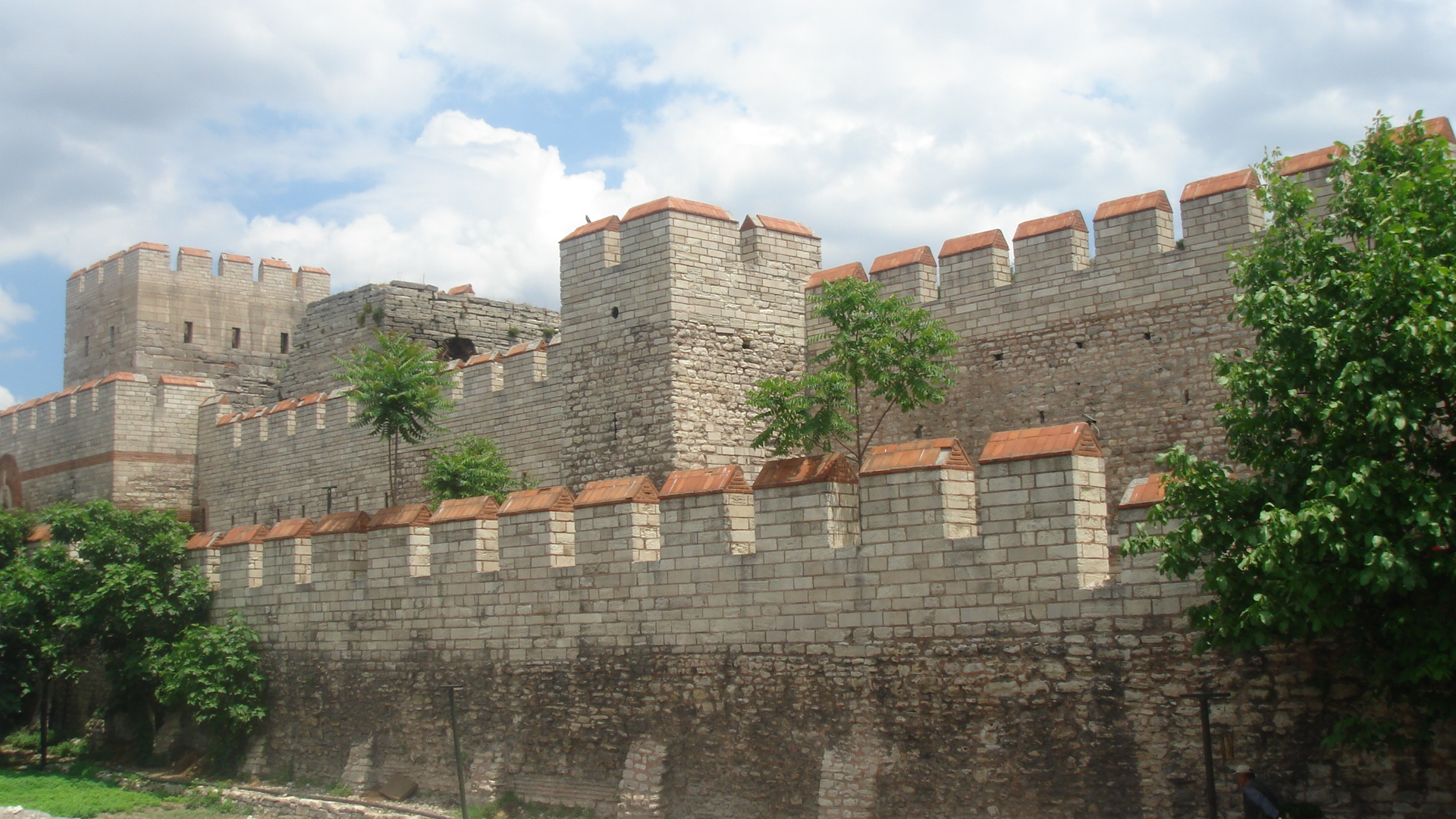
テオドシウスの城壁

アンテミウスは、344年から356年のオリエンス道長官フラウィウス・ピリップス（在任: 344年-351年）の孫にあたる。アルカディウスの治世中の400年ごろに国庫管理総監（comes sacrarum largitionum）に、その後404年に内務長官（magister officiorum）に任じられた。後者はコンスタンティノープル大主教イオアンの追放騒動の中で獲得した職だった。イオアンの敵対者たちが、イオアンを支持する群衆を蹴散らすためにアンテミウスに部隊の出動を求めたとき、彼は最初はこれを拒否していたものの、最終的に「彼らにはこの状況を引き起こした責任がある」と宣言して軍を出動させ、事態の決着に大きな役割を果たしたのである。
405年、アンテミウスは東ローマ帝国の執政官に任じられた。ちなみに、この年の西ローマ帝国の執政官はスティリコであった。皇后アエリア・エウドクシアが死去した後、アンテミウスは405年にフラウィウス・エウテュキアヌスからオリエンス道長官の職を受け継いだ。これにより、アンテミウスは東ローマ帝国における皇帝に次ぐ実力者となった。406年4月28日、彼はパトリキに昇進した。怠惰な皇帝アルカディウスに代わり、アンテミウスは帝国の政務を握り、前任者たちの対ゲルマン人戦略を受けつぎ東ローマ帝国の権威を保つべく奔走した。しかし次第に、イリュリクム道を併合して東の帝国を従属させようと企む西ローマ帝国の実力者スティリコとの対立が深まり、またイリュリクムに入った西ゴート王アラリック1世や、小アジア南部を荒らしまわるイサウリア人にも対処しなければならなかった。またアンテミウスは、ユダヤ教徒やキリスト教異端、異教に対する法をいくつか制定している。
408年にアルカディウスが死去したとき、跡を継いだ息子のテオドシウス2世はわずか7歳だったため、アンテミウスが摂政となり多方面で才覚を発揮した。まずサーサーン朝と新たな和平条約を結んで東方を安定させ、さらにスティリコが暗殺されたのを機にラヴェンナの西ローマ政府と関係を改善した。また409年にウルディン率いるフン族の撃退に成功し、その後ドナウ川の艦隊を増強してモエシアと小スキュティアの防衛を固めた。
408年までのコンスタンティノープルでは、エジプトなどの穀倉地帯から穀物を供給する船が不足して飢餓に陥ることがたびたびあった。408年に飢餓が起きたことを受けて、アンテミウスは穀物を輸送する商人への税を免じ、帝国のどこからでも穀物を調達できる輸送網を整備し、首都長官の管轄とした。また万一の時に市民に開放するための食糧備蓄も整えた。またアンテミウスは、409年に税制を整備した。414年には、368年から407年までの時期の延滞税を免除した。
コンスタンティノープルは、5世紀前半からコンスタンティヌス1世時代の城壁を超えて拡大していた。そこでアンテミウスは、古い城壁の1.5キロメートル西方に、マルマラ海から金角湾に至る全長6.5キロメートルの城壁を築いた。413年にこの城壁が完成したことで、コンスタンティノープルの市域はほぼ2倍に広がった。歴史家ジョン・バグネル・ベリーは、アンテミウスを「ある意味で、第二のコンスタンティノープル建設者」と呼んでいる。彼の築いた城壁は、後に増築されて二重となった「テオドシウスの城壁」の内壁として現在も一部が残っている。
414年、アンテミウスは突如として歴史上から姿を消した。摂政の地位はテオドシウス2世の姉アエリア・プルケリアが、オリエンス道長官はフラウィウス・モナクシウスが継いだ。

## 末裔
アンテミウスの娘が軍務長官プロコピウスと結婚し、生まれた子が後の西ローマ皇帝プロコピウス・アンテミウスとなる。また息子のアンテミウス・イシドルスが436年に執政官となっている。西ローマ皇帝アンテミウスの娘アリュピア（母が東ローマ皇帝マルキアヌスとその前妻の娘）が西ローマ帝国の独裁者リキメルと結婚している。アリュピアの末裔にカロリング朝フランク王国の最盛期を築いたカール大帝がいる（母・ランのベルトラダがアリュピアの末裔。但し、カール大帝の実母に関しては異説もある）。